# Генерал-губернатор Багамських Островів

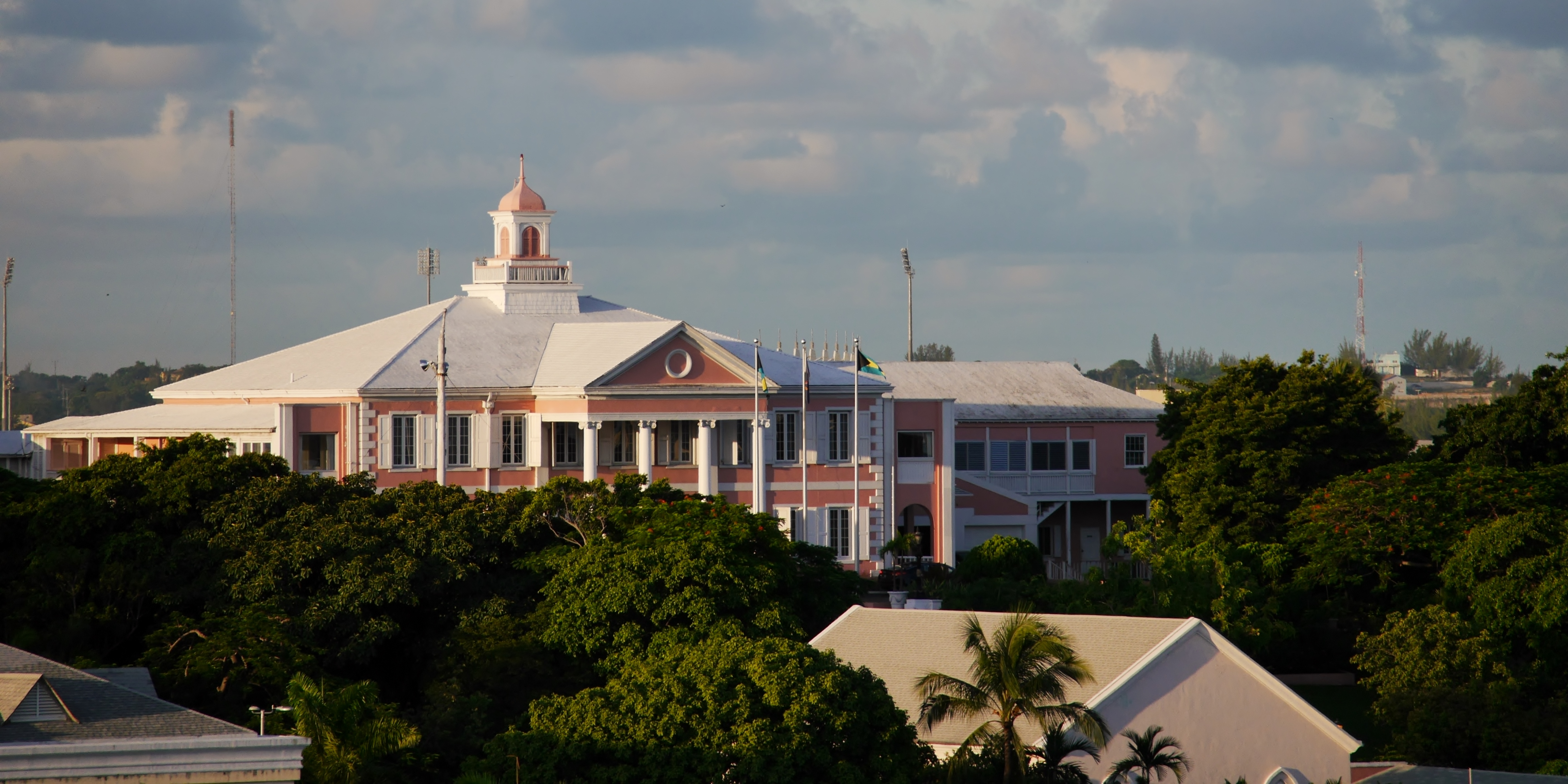
Будинок Уряду — офіційна резиденція генерал-губернаторів на Багамах

Генерал-губернатор Багамських Островів є представником британського монарха на Багамських островах. Призначається монархом за поданням прем'єр-міністра Багамських Островів. Функції генерал-губернатора включають призначення міністрів, суддів і послів; надання королівського схвалення для законів, що прийняті парламентом; проведення церемоніальних заходів тощо.
На церемонії вступу новий генерал-губернатор складає присягу на вірність, яку проводить Верховний суддя Багамських Островів. Термін виконання генерал-губернатором своїх обов'язків «полишено на монарший розсуд».
Загалом генерал-губернатор зберігає політичний нейтралітет, а під час поїздок за кордон сприймається як представник Багамських Островів і монарха.

## Список губернаторів
Офіс генерал-губернатора створено 10 липня 1973 року, коли Багамські Острови здобули незалежність від Сполученого Королівства як суверенна держава та незалежна конституційна монархія. З того часу 12 осіб обіймали посаду генерал-губернатора.
| №     | Фото       | Ім'я                                | Початок терміну   | Кінець терміну    | Днів на посаді | Монарх       |
| ----- | ---------- | ----------------------------------- | ----------------- | ----------------- | -------------- | ------------ |
| 1     |            | сер Джон Пол (1916–2004)            | 10 липня 1973     | 31 липня 1973     | 21             | Єлизавета II |
| 2     |            | сер Майло Батлер (1906–1979)        | 1 сераня 1973     | 22 січня 1979[†]  | 2000           | Єлизавета II |
| т.в.о |            | Доріс Джонсон (1921–1983)           | 22 січня 1979     | 22 січня 1979     | 0              | Єлизавета II |
| т.в.о |            | сер Джеральд Кеш (1918–2003)        | 22 січня 1979     | 23 вересня 1979   | 244            | Єлизавета II |
| 3     |            | сер Джеральд Кеш (1918–2003)        | 23 вересня 1979   | 25 червня 1988    | 3198           | Єлизавета II |
| т.в.о |            | сер Генрі Мілтон Тейлор (1903–1994) | 26 червня 1988    | 28 лютого 1991    | 977            | Єлизавета II |
| 4     |            | сер Генрі Мілтон Тейлор (1903–1994) | 28 лютого 1991    | 1 січня 1992      | 307            | Єлизавета II |
| 5     |            | сер Кліффорд Дарлінг (1922–2011)    | 2 січня 1992      | 2 січня 1995      | 1096           | Єлизавета II |
| 6     |            | сер Орвіль Тернквест (нар. 1929)    | 3 січня 1995      | 13 листопада 2001 | 2506           | Єлизавета II |
| т.в.о |            | дама Айві Дюмон (нар. 1930)         | 13 листопада 2001 | 1 січня 2002      | 49             | Єлизавета II |
| 7     |            | дама Айві Дюмон (нар. 1930)         | 1 січня 2002      | 30 листопада 2005 | 1429           | Єлизавета II |
| т.в.о |            | Пол Аддерлі (1928–2012)             | 1 грудня 2005     | 1 лютого 2006     | 62             | Єлизавета II |
| 8     |            | сер Артур Ганна (1928–2021)         | 1 лютого 2006     | 14 квітня 2012    | 2264           | Єлизавета II |
| 9     |            | сер Артур Фоулкс (нар. 1928)        | 14 квітня 2012    | 8 липня 2014      | 815            | Єлизавета II |
| 10    |            | дама Маргеріт Піндлінг (нар. 1932)  | 8 липня 2014      | 28 червня 2019    | 1816           | Єлизавета II |
| 11    |            | сер Корнеліус Сміт (нар. 1937)      | 28 червня 2019    | 31 серпня 2023    | 1526           |              |
| 11    | Чарльз III | сер Корнеліус Сміт (нар. 1937)      | 28 червня 2019    | 31 серпня 2023    | 1526           |              |
| 12    |            | дама Синтія Пратт (нар. 1945)       | 1 вересня 2023    | на посаді         | 572            |              |